# 金叶巴戟
金叶巴戟（学名：Morinda citrina），为茜草科巴戟天属下的一个植物变种。其种加词“citrina”意为“橙色的”。
现接受名为Gynochthodes citrina (Y.Z.Ruan) Razafim. & B.Bremer, 2011。